# Miloš Tarant
Miloš Tarant (* 13. května 1953, Žatec) je bývalý český hokejový útočník. Po skončení aktivní kariéry působil jako trenér mládeže.

## Hokejová kariéra
V československé lize hrál za CHZ Litvínov. Za 13 ligových sezón nastoupil v 513 ligových utkáních, dal 180 gólů a měl 146 asistencí. Za reprezentaci Československa nastoupil v letech 1975 a 1977 ve 2 utkáních. V nižší soutěži hrál během vojenské služby za Duklu Jihlava B. Kariéru končil ve 2. finské lize v JoKP, ve 4. francouzské lize v týmu Croix a v Maďarsku v týmu Ferencvárosi TC. K hokeji se ještě vrátil v sezoně 2001/02, během níž odehrál pět zápasů za druholigový Stadion Teplice, společně se svým synem. V té době mu bylo 48 let.

## Klubové statistiky
| Sezona    | Klub            | Soutěž  | Základní část | Základní část | Základní část | Základní část | Základní část |
| Sezona    | Klub            | Soutěž  | Z             | G             | A             | B             | TM            |
| --------- | --------------- | ------- | ------------- | ------------- | ------------- | ------------- | ------------- |
| 1971/1972 | CHZ Litvínov    | 1. liga | 12            | 0             | 0             | 0             | 2             |
| 1972/1973 | Dukla Jihlava B | 2. liga | -             | -             | -             | -             | -             |
| 1973/1974 | Dukla Jihlava B | 2. liga | -             | -             | -             | -             | -             |
| 1974/1975 | CHZ Litvínov    | 1. liga | 44            | 21            | 17            | 38            | -             |
| 1975/1976 | CHZ Litvínov    | 1. liga | 32            | 14            | 7             | 21            | -             |
| 1976/1977 | CHZ Litvínov    | 1. liga | 44            | 14            | 15            | 29            | -             |
| 1977/1978 | CHZ Litvínov    | 1. liga | 36            | 15            | 4             | 19            | 22            |
| 1978/1979 | CHZ Litvínov    | 1. liga | 44            | 18            | 12            | 30            | 30            |
| 1979/1980 | CHZ Litvínov    | 1. liga | 44            | 21            | 8             | 29            | 26            |
| 1980/1981 | CHZ Litvínov    | 1. liga | 42            | 16            | 16            | 32            | 16            |
| 1981/1982 | CHZ Litvínov    | 1. liga | 43            | 10            | 9             | 19            | -             |
| 1982/1983 | CHZ Litvínov    | 1. liga | 44            | 21            | 17            | 38            | 47            |
| 1983/1984 | CHZ Litvínov    | 1. liga | 43            | 7             | 13            | 20            | 18            |
| 1984/1985 | CHZ Litvínov    | 1. liga | 40            | 11            | 8             | 19            | 32            |
| 1985/1986 | CHZ Litvínov    | 1. liga | 45            | 12            | 10            | 22            | -             |
| 1986/1987 | JoKP            | 2. liga | 42            | 14            | 30            | 44            | 42            |
| 1987/1988 | JoKP            | 2. liga | 40            | 20            | 47            | 67            | 22            |
| 1988/1989 | Croix           | 4. liga | -             | -             | -             | -             | -             |
| 1989/1990 | Ferencvárosi TC | 1. liga | -             | -             | -             | -             | -             |
| 2001/2002 | Stadion Teplice | 3. liga | 5             | 0             | 0             | 0             | 2             |